# Orontes III
Orontes III (em persa antigo: *Arvanta-; em latim: Orontes, Oronta; em armênio: Երուանդ; romaniz.: Erwand; em grego clássico: Ὀρόντης; romaniz.: Oróntēs, ? - ca. 260 a.C.), foi um sátrapa da Armênia da dinastia orôntida. Governou desde pouco antes de 317 até cerca de 260 a.C..

## Nome
Orontes (Ὀρόντης, Oróntēs), Orontas (Ορώντας, Orṓntas), Orondes (Ὀρόνδης, Oróndēs), Aroandes (Αροάνδης, Aroándēs), Oroandes (Ὀροάνδης, Oroandēs), Aruandes (Αρουάνδης, Arouándēs) e Oruandes (Ὀρουάνδης, Orouándēs) são as formas gregas do persa antigo *Arvanta (*Arvanta-), que continuou a ser usado no persa médio e novo como Arvande (Arwand). O nome se associa ao avéstico auruuaṇt-, "rápido, vigoroso, corajoso", que por si só pode ser uma versão abreviada do nome avéstico Aurvataspa (Auruuaṱ.aspa-), "tendo cavalos velozes". Foi registrado em armênio como Ervande (Երուանդ, Erwand).

## Vida
As informações em textos antigos a respeito deste período histórico da Armênia são precárias, sendo várias lacunas cobertas por achados arqueológicos recentes. Pelo fato de haver vários governantes da Armênia com o mesmo nome, presume-se que se tratava de uma província controlada por uma linhagem hereditária, mas cuja genealogia é confusa e de difícil reconstituição. Rüdiger Schmitt propôs que era filho de Mitranes I e neto de Orontes II, mas não há informações conclusivas sobre isso. Segundo Arriano e Quinto Cúrcio Rufo, certo Orontes comandou, junto de Mitraustes, as forças armênias na Batalha de Gaugamela (331 a.C.). Schmitt concluiu que fosse Orontes III, nomeado como sátrapa da Armênia sob o xá Dario III (r. 336–330 a.C.), que havia sido o sátrapa antes da sua ascensão ao trono. Cyril Toumanoff, por outro lado, alegou ser improvável essa associação, a julgar pelas menções tardias a Orontes III. Por essa razão, sugeriu que essa menção se refere a Orontes II.
Vários dos governantes da Armênia desse período têm inscrições conhecidas oriundas do monte Ninrode, mas como nem todas as inscrições no sítio sobreviveram, não se conhece textos epigráficos acerca de Orontes III. Foi citado como sátrapa em cerca de 317 a.C., conforme Diodoro Sículo e o estrategista Polieno, que comentam que mantinha boas relações com o macedônio Peucestas, o sátrapa de Pérsis. Como Alexandre não invadiu a Armênia quando conquistou o Império Aquemênida, presume-se que ele manteve-se como sátrapa da Armênia até 316 a.C. ou depois. É possível que Orontes tenha aceitado submeter-se aos macedônios após sua conquista e Alexandre o recompensou confirmando sua posição. De toda forma, seu controle deve ter se restringido à Armênia Oriental, com a Armênia Ocidental caindo sob controle de Ariarates I, sátrapa e futuro rei da Capadócia.
Segundo Plutarco (Vida de Eumenes, 4.1), após a morte de Alexandre em 323 a.C., Neoptolomeu recebeu ordens de Pérdicas para incursionar na Armênia, mas seu estatuto oficial não está claro. É possível que tenha sido designado estratego da área, não tendo tomado a posição de sátrapa. A campanha encontrou dificuldades, pois carecia de cavalaria o suficiente para confrontar os armênios e parece que não obteve ajuda de Orontes. Além disso, houve motins entre os soldados sob comando de Neoptolomeu, que precisou da ajuda de Eumenes para conter a situação. Pouco depois, com a eclosão das Guerras dos Diádocos (322–275 a.C.) pela supremacia nos territórios conquistados por Alexandre, Orontes manteve-se neutro. Em 321 a.C., Crátero e Neoptolomeu foram derrotados na Batalha do Helesponto por Eumenes, que na sequência fez campanha na Armênia e interferiu nos assuntos da região. Algum anos depois, Eumenes confrontou-se com Antígono I (r. 306–301 a.C.), que o derrotou na Batalha de Orcínia em 319 a.C.. Eumenes recuou à Armênia, onde buscou reagrupar suas tropas e obter reforços, quiçá por conseguir manter controle sobre parte do país. Também é possível que tenha tentado contatar Orontes, mas suas ações foram dificultadas pela superioridade da cavalaria de Antígono, que pressionou suas tropas, e por motins.
Depois da Batalha de Ipso, que vitimou Antígono, a Armênia reconheceu a soberania do rei Seleuco I (r. 358–281 a.C.) do Império Selêucida (Apiano, As Guerras Sírias, 55). Em 281 a.C., Seleuco foi assassinado por Ptolemeu Cerauno e seu filho e sucessor Antíoco I (r. 281–261 a.C.) teve dificuldades de assegurar sua posição no império. Em 280 a.C., com a eclosão da Guerra Cária, o faraó Ptolomeu II (r. 284–246 a.C.) tomou vastas regiões da Ásia Menor, causando maior instabilidade ao novo rei. O historiador Diodoro Sículo, referindo-se a Orontes pelo nome de Ardoates, o apelou pelo título de "rei", indicando que possa ter obtido sua independência nesse contexto. Diodoro comentou que Orontes enviou tropas para auxiliar Ariarates II (r. 301–280 a.C.) e ambos derrotaram o general Amintas. A data exata desse fato não é conhecida, sendo possível que tenha ocorrido em 270/260 a.C. ou por volta de 260 a.C.. Logo depois, Orontes foi sucedido por Samo I, que provavelmente era seu filho.